# La Main dans le sac (film, 1958)
Pour les articles homonymes, voir La Main dans le sac (homonymie).
Pour plus de détails, voir Fiche technique et Distribution.
La Main dans le sac (Polikuschka) est un film franco-germano-italien réalisé par Carmine Gallone et sorti en 1958.
Il s'agit de l'adaptation de la nouvelle Polikouchka de Léon Tolstoï.

## Synopsis
La Russie au XIXe siècle. Polikouchka est un gars fort et simple qui, au moment du servage, fait sa corvée pour sa maîtresse sur son domaine princier. Bien qu'il soit un homme de bonne humeur, la rumeur dans le village de Pokrovskoïe l'accuse d'être un voleur. Un jour, le directeur des terres Yégor Mikhaïlovitch est censé choisir trois hommes pour le prochain service militaire. Après que deux gars sont déjà déterminés, son choix tombe sur Polikouchka maladroit et bon buvant, qui est rejeté par la propriétaire Avdotia Nikolaïeva, dont le mot est presque loi. De plus, selon l'argumentation, la femme de Polikouchka, Akoulina, ne pourrait pas se débrouiller seule, sans son mari, avec les cinq enfants. Yégor Mikhaïlovitch cède sans hésitation à la demande de la maîtresse. Au lieu de Polikouchka, le choix incombe désormais à Ilya Doutlov comme troisième homme pour l'armée.
La propriétaire est fermement convaincue de l'honnêteté et de la fiabilité de Polikouchka et l'envoie un jour en voyage à travers le pays seul en mission. Il doit transporter une grande somme d'argent. Polikouchka, un serviteur dévoué, fait ce qu'on lui dit et prend l'argent. Mais sur le chemin du retour, il perd l'enveloppe avec les billets d'un montant de 1617 roubles. Il est rapidement soupçonné d'avoir à nouveau volé. Tout le monde semble contre lui et Polikouchka ne voit qu'une seule issue, le suicide. Il choisit de se pendre. Mais le clou sur lequel le serf meurtri tente de se pendre se casse, et à la surprise des proches, celui que l'on croyait déjà mort revient à une vie qui montre maintenant un bien meilleur côté.

## Fiche technique
- Titre original : Polikuska
- Titre français : La Main dans le sac ; Polikouchka, le vagagond de la Volga (titre alternatif)[1]
- Réalisation : Carmine Gallone
- Scénario : Max Nosseck, Johannes Hendrich (de)
- Musique : Peter Sandloff
- Direction artistique : Kosta Krivokapic
- Costumes : Vera Mügge
- Photographie : Friedl Behn-Grund
- Montage : Walter von Bonhorst (de)
- Production : Artur Brauner
- Sociétés de production : CCC-Film, Criterion Productions, Lux Film, Produzione Gallone
- Sociétés de distribution : Lux Film
- Pays de production :  Italie,  Allemagne de l'Ouest,  France
- Langue : allemand, italien
- Format : Noir et blanc - 1,66:1 - Mono - 35 mm
- Genre : Film dramatique
- Durée : 79 minutes
- Dates de sortie :
  - Allemagne de l'Ouest : 14 novembre 1958.
  - Italie : 22 janvier 1959.
  - France : 30 novembre 1960[1].

## Distribution
- Folco Lulli : Polikouchka
- Ellen Schwiers : Akoulina, son épouse
- Antonella Lualdi : Irina
- Gabrielle Dorziat : Avdotia Nikolaïeva
- Ivan Desny : Yégor Mikhaïlovitch, le gestionnaire des terres
- Franco Interlenghi : Piotr
- Sabine Bethmann : Natalia
- Hugo Lindinger (de) : Doutlov
- Berta Drews : l'épouse du charpentier, marraine d'Akoulina
- Hans von Borsody : Le baron von Rossovski
- Regine Burghardt (de) : Dunjasca, une femme de chambre
- Wolfgang Völz : l'idiot du village
- Winfried Groth : Aliocha
- Siegfried Breuer junior : Ignace
- Abraham Eisenberg : Mischa
- Rolf Pinegger : le petit Nikolaï
- Kurt Pratsch-Kaufmann : Un client de l'auberge
- Julien Carette : le conducteur du train

## Autour du film
- Le tournage commence le 8 avril 1958 et se termine le mois suivant. Le film est tourné dans les studios CCC à Berlin-Spandau et en Yougoslavie (plans extérieurs)[réf. souhaitée].
- Contrairement à Tolstoï, le producteur Artur Brauner veut une fin de film beaucoup plus conciliante. Alors que Polikouchka meurt de son suicide et que sa femme Akoulina devient alors folle, le héros éponyme fait l'expérience de sa rééducation complète peu de temps avant de tenter de se suicider.